# Meximieux
Meximieux ist eine französische Kleinstadt mit 8198 Einwohnern (Stand 1. Januar 2022) im Département Ain in der Region Auvergne-Rhône-Alpes. Sie gehört zum Arrondissement Belley und ist Mitglied des Kommunalverbandes Plaine de l’Ain.

## Geografie
Die KleinstadtMeximieux liegt in der Landschaft Côtière zwischen der seenreichen Landschaft der Dombes und dem Fluss Ain, an den das Stadtgebiet im Osten bis auf 100 m heranreicht, rund 35 Kilometer nordöstlich von Lyon. Umgeben wird Meximieux von den Nachbargemeinden Rignieux-le-Franc im Norden Villieu-Loyes-Mollon im Nordosten, Chazey-sur-Ain im Osten, Charnoz-sur-Ain im Südosten, Pérouges im Südwesten und Westen sowie Saint-Éloi im Nordwesten.

## Geschichte
Der Ort existierte bereits in der gallorömischen Zeit, der damalige Name war Maximiacus. Am Anfang der Neuzeit gehörte er zu Savoyen, bis er im Jahre 1601 an Frankreich übergeben wurde.
Zwischen dem 30. August und dem 2. September 1944 fand in Meximeux ein Gefecht zwischen deutschen Truppen (11. Panzerdivision) und den US-Streitkräften mit den örtlichen Maquisards statt. Es ging um die Deckung des Rückzuges deutscher Einheiten, die das Rhônetal hinaufzogen. Die Deutschen erreichten trotz des Scheiterns einer Gegenoffensive zur Rückeroberung von Meximieux von den Alliierten ihr Ziel, die amerikanischen Truppen zwei Tage lang aufzuhalten, um den Abzug der deutschen Bataillone nördlich von Lyon zu ermöglichen.

### Bevölkerungsentwicklung
| Jahr                       | 1962 | 1968 | 1975 | 1982 | 1990 | 1999 | 2010 | 2021 |
| Einwohner                  | 2392 | 2669 | 3457 | 4253 | 6230 | 6840 | 7268 | 8085 |
| Quellen: Cassini und INSEE |      |      |      |      |      |      |      |      |

## Sehenswürdigkeiten

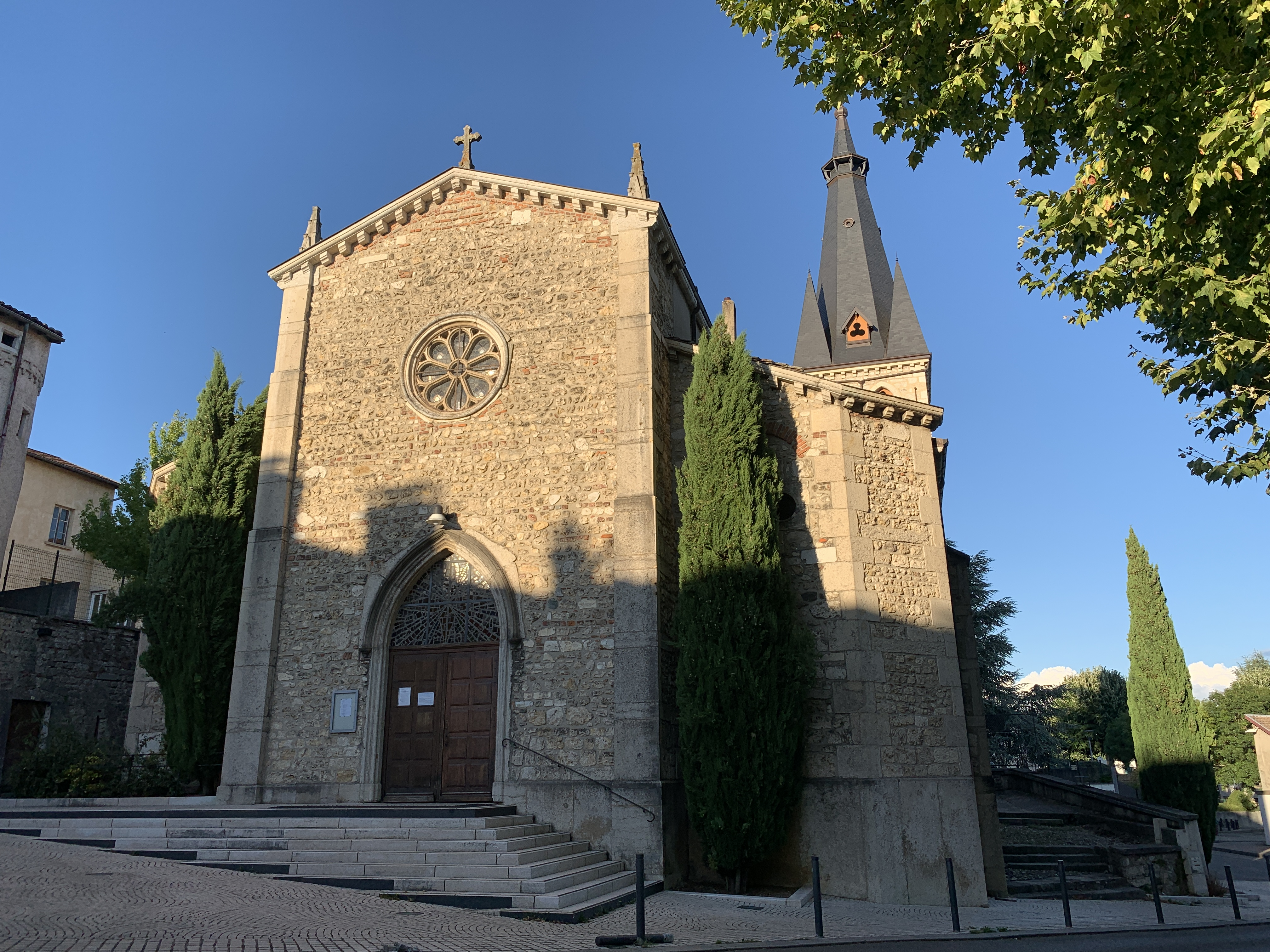
Kirche Saint-Apollinaire
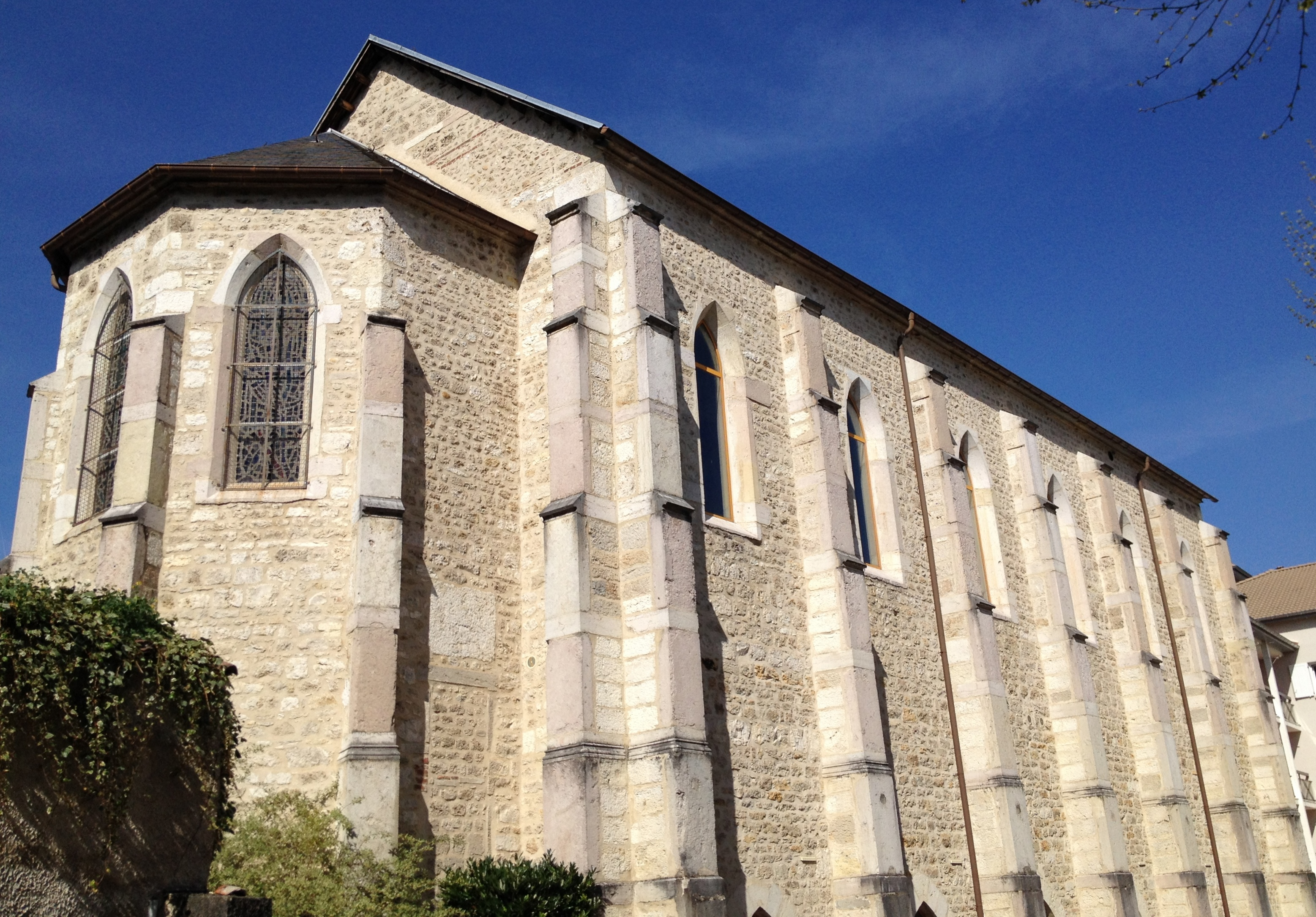
Kapelle Le petit séminaire
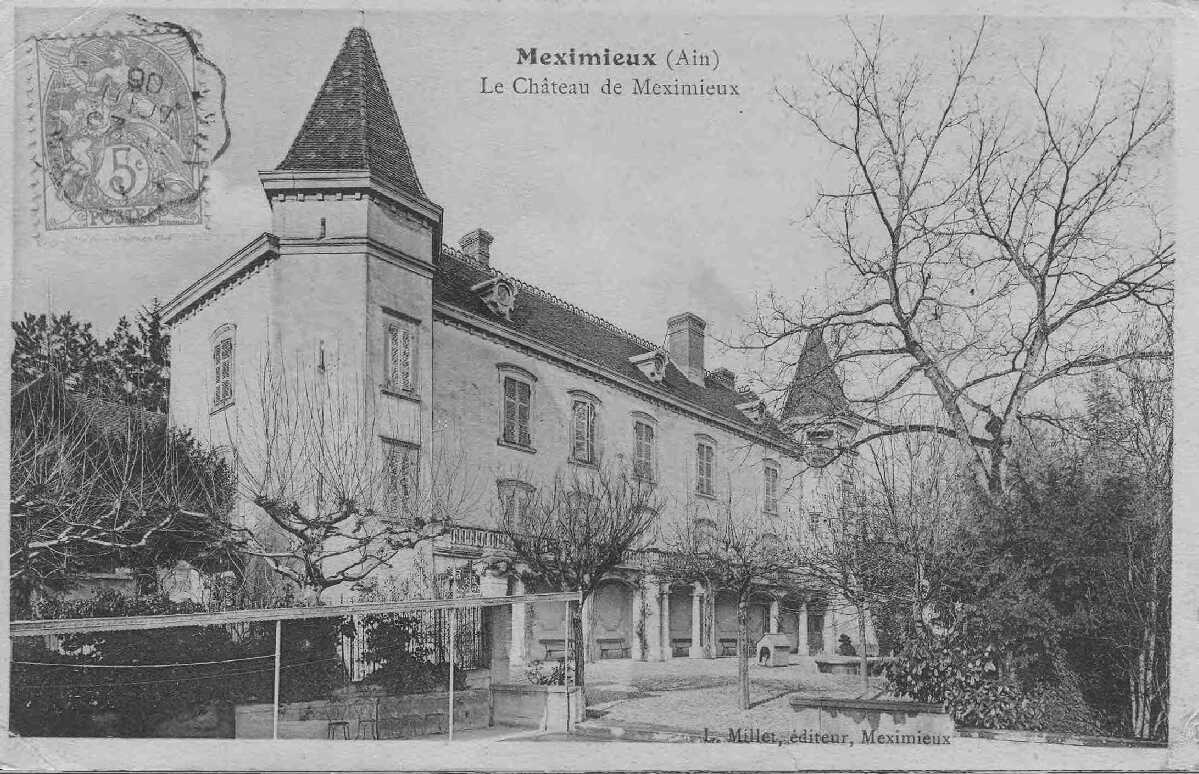
Schloss Meximieu (um 1900)
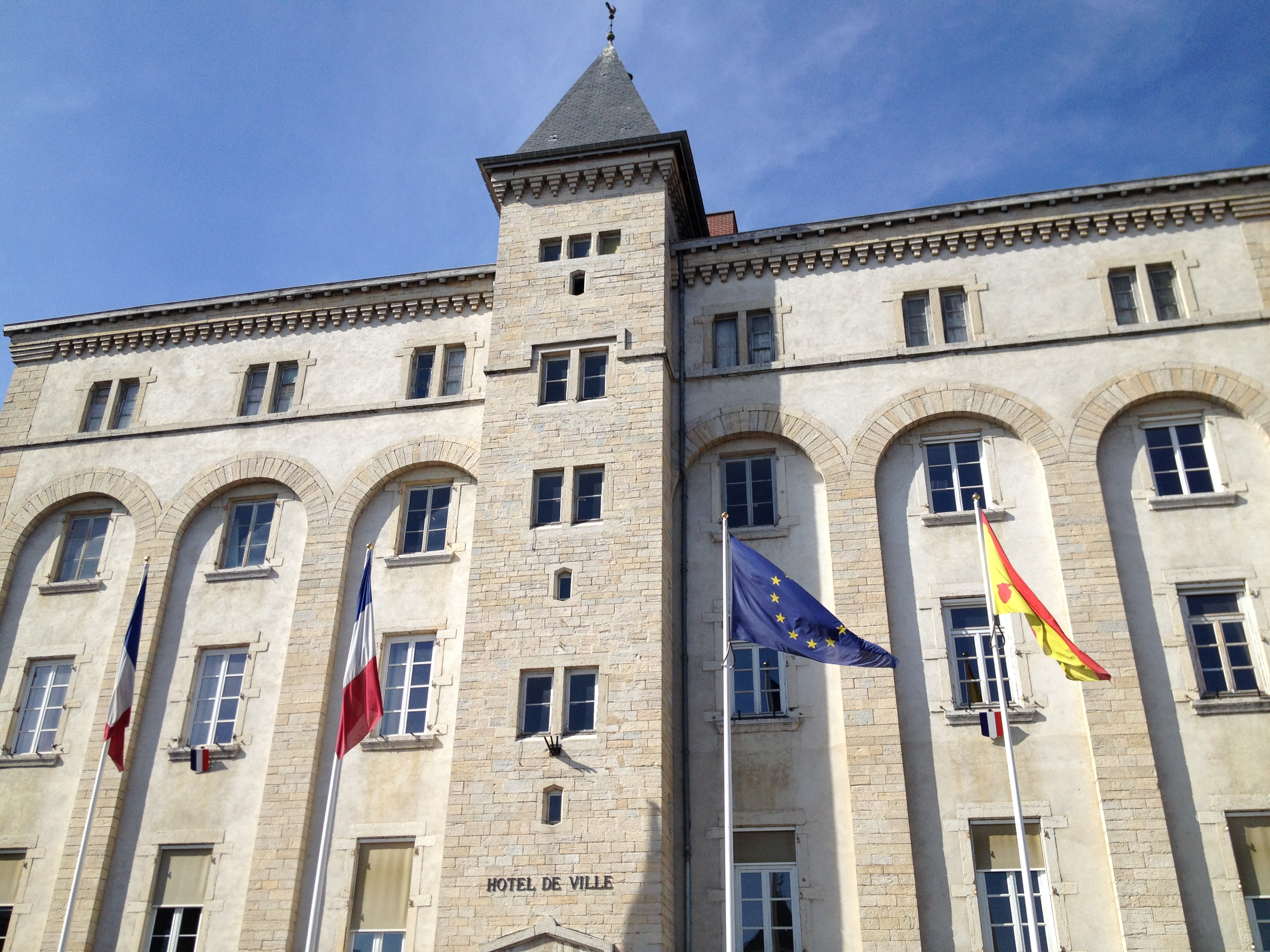
Rathaus (Hôtel de ville)
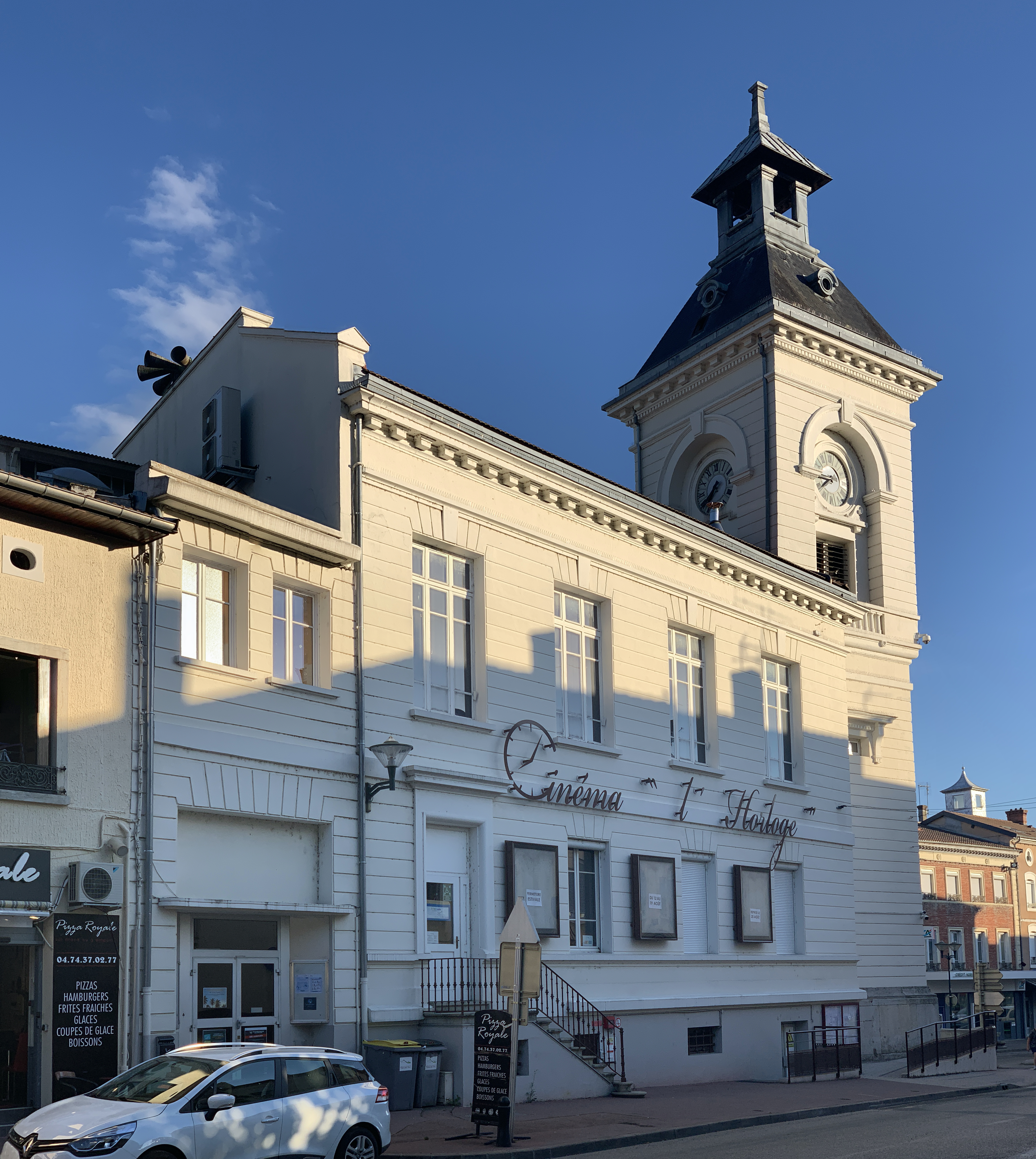
Ehemaliges Rathaus

- Schloss
- zwei Lavoirs

- Kirche Saint-Apollinaire
- Kapelle Le petit séminaire
- Schloss Meximieu (um 1900)
- Rathaus (Hôtel de ville)
- Ehemaliges Rathaus

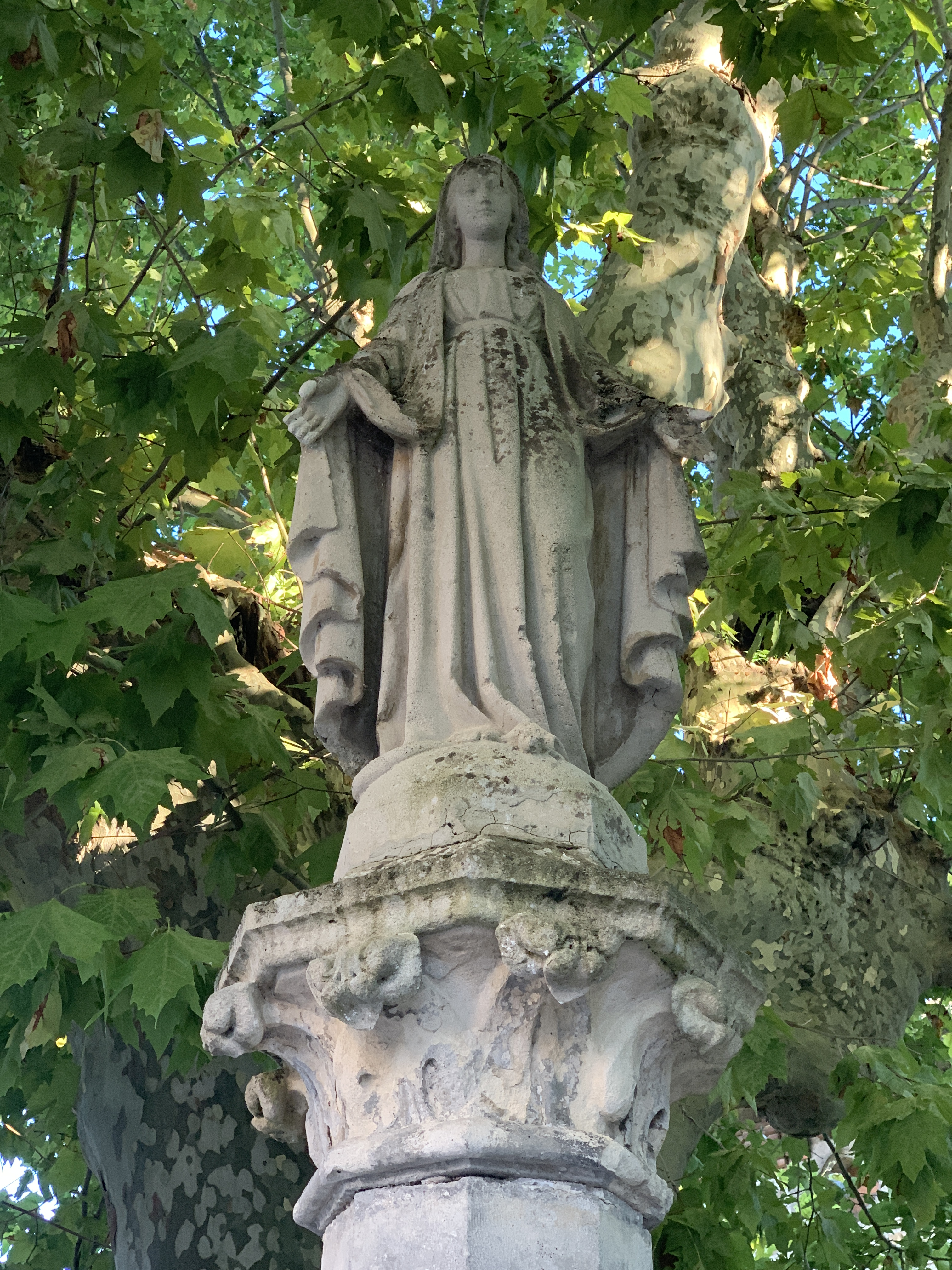
Marienstatue
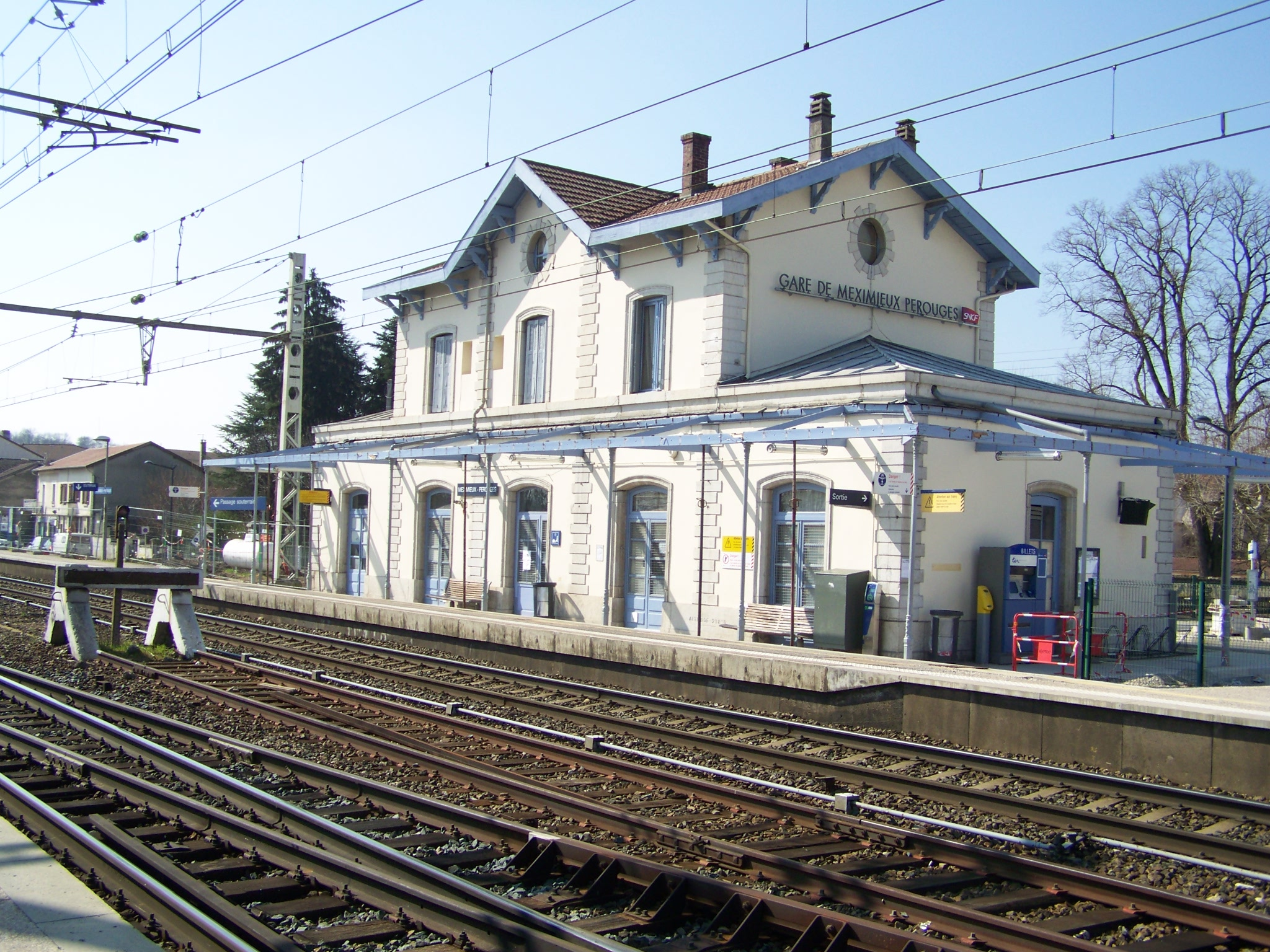
Bahnhof Pérouges-Meximieu
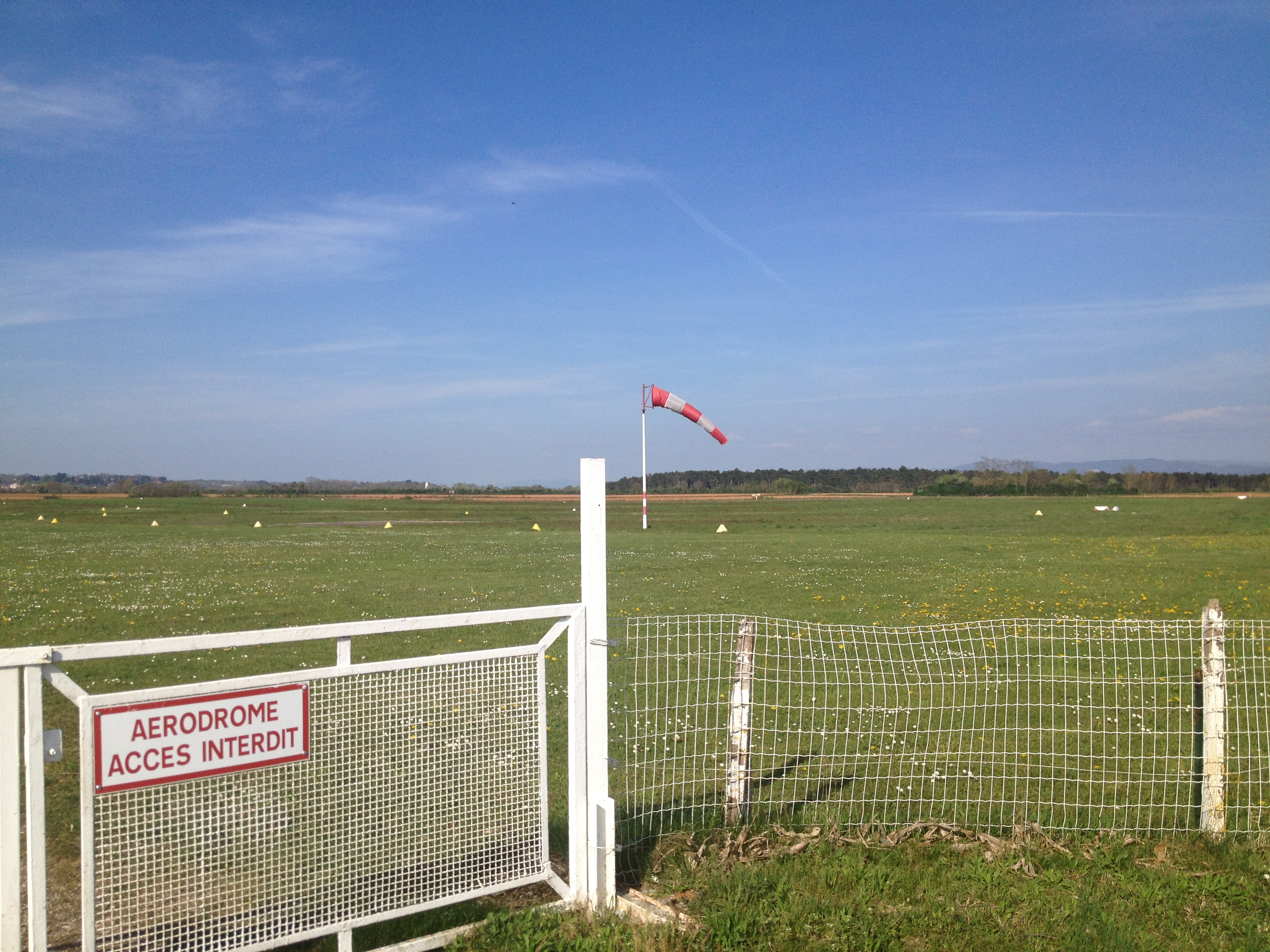
Flugplatz Pérouges-Meximieux
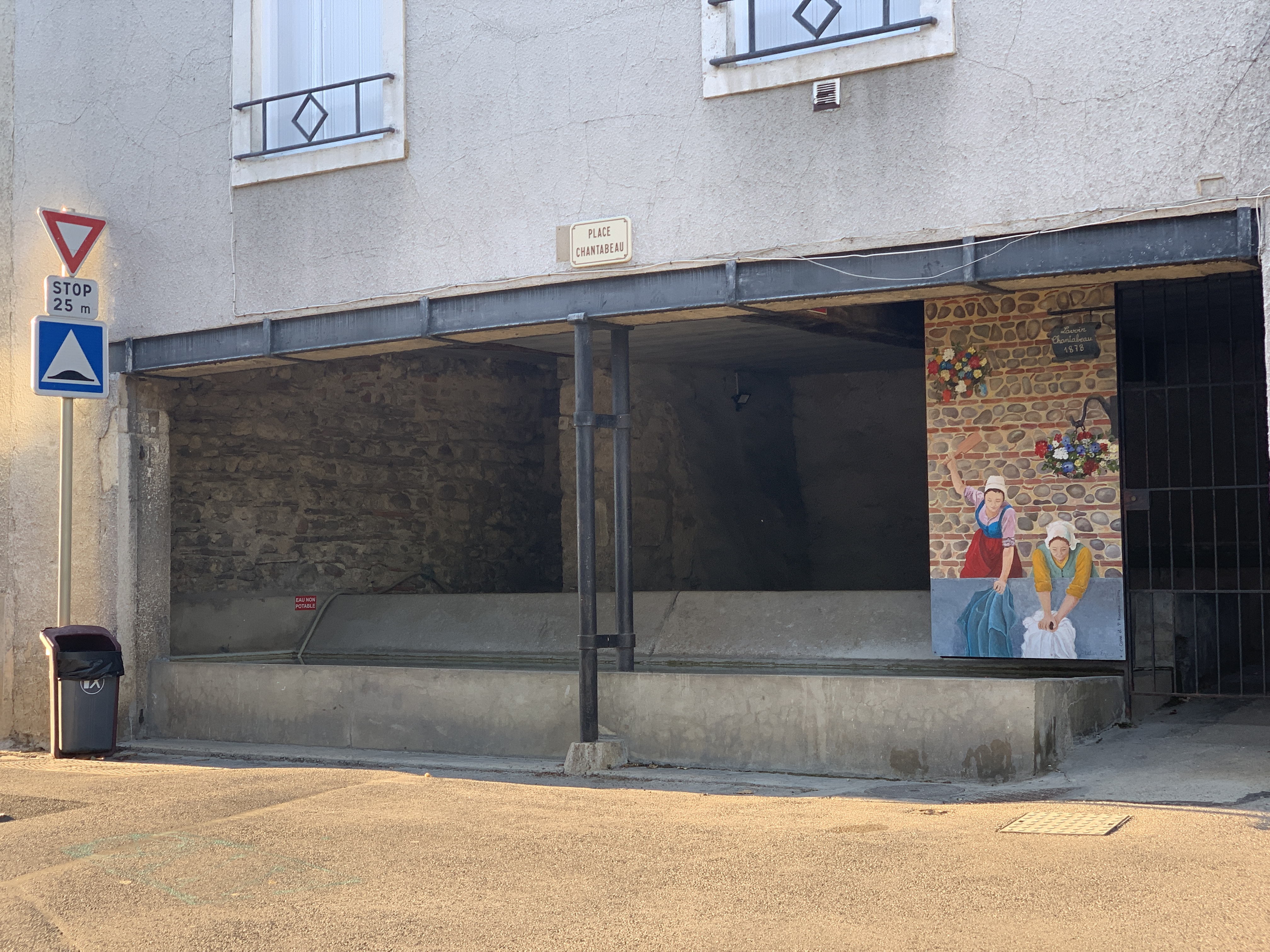
Lavoir an der Place Chantabeau
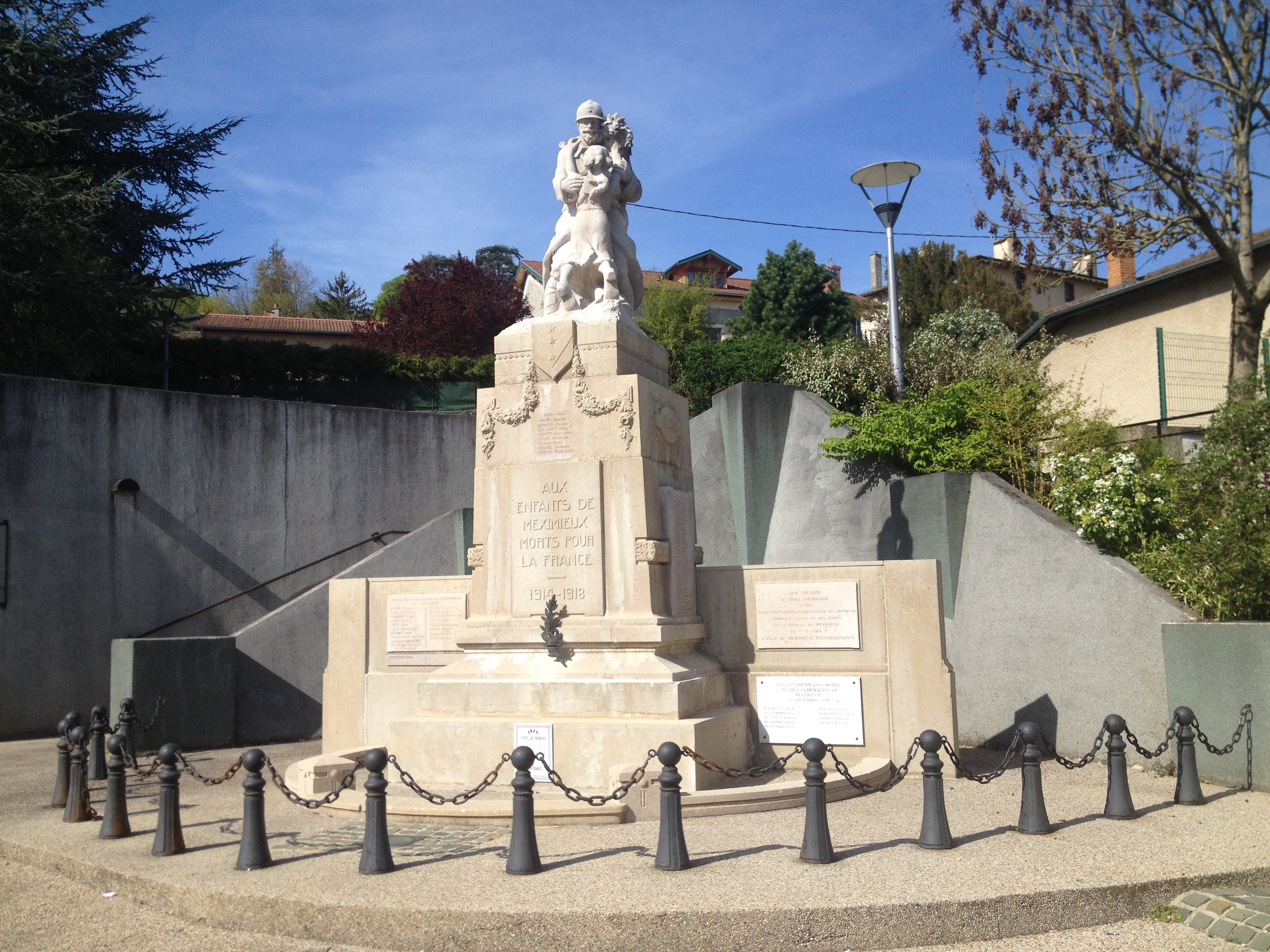
Gefallenendenkmal

## Gemeindepartnerschaft
- Denkendorf in Baden-Württemberg, seit 27. September 1986

## Verkehrsanbindung
Die Gemeinde verfügt über einen Bahnhof an der Bahnstrecke Lyon–Genève. Sie liegt außerdem an der Fernstraße und der weitgehend parallel verlaufenden Autobahn A 42 von Lyon nach Genf. Durch Meximieux verläuft die von Lyon nach Genf führende und 2006 abgestufte Route nationale 84, deren ältester Abschnitt in der Rue de Gèneve eine Einbahnstraße ist.

## Persönlichkeiten
- Claude Favre de Vaugelas (1585–1650), Schriftsteller